# Wojsławice (Ukraina)
Wojsławice (ukr. Войславичі), 1951–1995 Wołynskie (ukr. Волинське) – wieś na Ukrainie, w rejonie czerwonogrodzkim obwodu lwowskiego. Wieś liczy około 650 mieszkańców.
W Wojsławicach urodził się dramatopisarz Tomasz August Olizarowski, oficer Eustachy Talarski.
W II Rzeczypospolitej do 1934 samodzielna gmina jednostkowa. Następnie należała do zbiorowej wiejskiej gminy Chorobrów w powiecie sokalskim w woj. lwowskim. W latach 1943–1944 nacjonaliści ukraińscy z OUN - UPA zamordowali tutaj 35 Polaków.
Po wojnie wieś weszła w skład powiatu hrubieszowskigo w woj. lubelskim. W 1951 roku wieś wraz z niemal całym obszarem gminy Chorobrów została przyłączona do Związku Radzieckiego w ramach umowy o zamianie granic z 1951 roku.